# سومین دوره بازی‌های اسلامی بانوان
سومین دوره بازی‌های اسلامی بانوان در سال ۲۰۰۱ در ایران، رشت برگزار شد.

## رده بندی
جدول رده‌بندی سومین دوره بازی‌های اسلامی بانوان:
| رتبه  | کشورها           | طلا | نقره | برنز | مجموع |
| ۱     | ایران            | ۷۷  | ۶۵   | ۴۳   | ۱۸۵   |
| ۲     | سوریه            | ۱۸  | ۱۷   | ۱۵   | ۵۰    |
| ۳     | جمهوری آذربایجان | ۸   | ۱۱   | ۱۳   | ۳۲    |
| ۴     | پاکستان          | ۶   | ۲۲   | ۳۱   | ۵۹    |
| ۵     | قزاقستان         | ۴   | ۱    | ۱    | ۶     |
| ۶     | کویت             | ۲   | ۳    | ۱    | ۶     |
| ۷     | بنگلادش          | ۲   | ۲    | ۳    | ۷     |
| ۸     | اوگاندا          | ۲   | ۱    | ۰    | ۳     |
| ۹     | ترکمنستان        | ۱   | ۳    | ۶    | ۱۰    |
| ۱۰    | عراق             | ۱   | ۲    | ۵    | ۸     |
| ۱۱    | افغانستان        | ۰   | ۲    | ۲    | ۴     |
| ۱۲    | قطر              | ۰   | ۱    | ۳    | ۴     |
| ۱۳    | سودان            | ۰   | ۰    | ۴    | ۴     |
| مجموع | کل               | ۱۲۱ | ۱۳۰  | ۱۲۷  | ۳۷۸   |

توضیحات:
سومین دورهٔ بازی‌های بانوان مسلمان در تاریخ ۲ الی ۸ آبان ماه ۱۳۸۰، با حضور ۲۳ کشور در ۱۵ رشتهٔ ورزشی در ایران برگزاری گردید. بازی‌ها با تاریخچه دو دوره برگزاری در سال‌های ۱۳۷۱ (۱۹۹۳) و ۱۳۷۶(۱۹۹۷) بار دیگر، با تشکیل ستاد برگزاری بازی‌ها در مهرماه ۱۳۷۹ کار خود را رسماً آغاز نمود.
سومین دورهٔ بازی‌های بانوان مسلمان در حالی انجام شد، که باتوجه به واقعه ۱۱ سپتامبر در آمریکا، شرایط منطقه و جنگ افغانستان، حدود ۳۴ کشور و ۱۵ ناظر اعلام آمادگی کرده بودند. در چنین شرایطی تعداد کشورها به ۲۳ و ناظران جهانی به ۱۵ نفر کاهش یافت. در حالی که در همین زمان برگزاری مسابقات مهمی در سطح منطقه و جهان لغو گردید. این مسابقات در ۱۵ رشتهٔ ورزشی و با حضور ۲۳ کشور و حدود ۷۹۵ ورزشکار، ۳۸۹ داور, ۸ ناظر جهانی و ۱۵ نماینده فدراسیون‌های ورزشی کشور از ۲ الی ۸ آبان ماه در تهران و رشت برگزار شد. رشته‌های ورزشی بازیها: بسکتبال, بدمینتون, تکواندو, تنیس, تنیس روی میز, تیراندازی، دوومیدانی، ژیمناستیک، شطرنج، شمشیربازی، شنا, فوتسال, کاراته, والیبال و هندبال
- رشته‌های ورزشی:۱۵رشته ۱-بدمینتون ۲-دو و میدانی ۳-کاراته ۴-تنیس ۵-ژیمناستیک ۶-فوتسال ۷-تکواندو ۸-شطرنج ۹-والیبال ۱۰-تیر اندازی ۱۱-شمشیر بازی ۱۲-هندبال ۱۳-پینگ پنگ ۱۴-شنا ۱۵-بسکتبال
- ورزشکاران:۷۹۵
- تیم‌ها:۸۴
- داوران:۳۸۹
- ناظران:۹
- کشورهای شرکت کننده:۲۶ ۱-جمهوری آذربایجان ۲-افغانستان ۳-انگلیس(بریتانیا) ۴-اوگاندا ۵-ایران ۶-بحرین ۷-بنگلادش ۸-پاکستان ۹-تاجیکستان ۱۰-کنگو(زئیر سابق) ۱۱-سنگال ۱۲-سودان ۱۳-سوریه ۱۴-عراق ۱۵-عمان ۱۶-قرقیزستان ۱۷-قطر ۱۸-مالدیو ۱۹-مالزی ۲۰-مغرب(نام دیگر=مراکش) ۲۱-هند ۲۲-کویت ۲۳-یمن